# Gran Premio de Astillero
La Gran Premio de Astillero es una competición de remo, de la especialidad de traineras que tiene lugar en El Astillero (Cantabria) desde el año 1971, organizada por la Sociedad Deportiva de Remo Astillero y patrocinada por Ayuntamiento de El Astillero siendo puntuable para las ligas ACT o ARC.

## Historia
La primera edición de la regata data de 1971, resultando vencedora la trainera local. Astillero y Lasarte Michelín se repartieron las cinco primeras ediciones, pero no fue hasta finales de los 80 y principios de los 90 cuando una trainera estableció su dominio en la prueba, con Pasajes de San Juan alzándose con cinco trapos en las siete ediciones disputadas entre 1985 y 1991. Entre 1998 y 2009 fue la trainera local la dominante (ocho victorias en diez ediciones; hay que tener en cuenta que en 2006 y 2007 la regata no se disputó).
En la temporada 2009 se remó la regata en categoría femenina, siendo la primera vez que se disputó una regata de traineras femenina en Cantabria. No volvería a celebrarse hasta la temporada 2023, ya formando parte del calendario de pruebas de la Liga ETE en la que se encuadró por primera vez la trainera del club organizador.

## Categoría masculina

### Historial
| Edición | Año       | Ganador               | Segundo             | Tercero             |
| ------- | --------- | --------------------- | ------------------- | ------------------- |
| I       | 1971      | Astillero             | Pedreña             | Ciudad de Santander |
| II      | 1972      | Astillero             | Portugalete         | Santoña             |
| III     | 1973      | Lasarte Michelín      | Ciudad de Santander | Astillero           |
| IV      | 1974      | Lasarte Michelín      | Kaiku               | Castro-Urdiales     |
| V       | 1975      | Astillero             | Pedreña             | Santurce            |
| VI      | 1976      | Astillero             | Laredo              | Pedreña             |
| VII     | 1977      | Hernani               | Astillero           | Castro-Urdiales     |
| VIII    | 1978      | Astillero             | Kaiku               | Algorta             |
| IX      | 1979      | Lasarte Michelín      | Santurce            | Zumaya              |
| X       | 1980      | Santurce              | Algorta             | Pasajes de San Juan |
| XI      | 1981      | Kaiku                 | Algorta             | Santurce            |
| XII     | 1982      | Kaiku                 | Orio                | Portugalete         |
| XIII    | 1983      | Orio                  | Santurce            | Astillero           |
| XIV     | 1984      | Orio                  | Donostia            | Hondarribia         |
| XV      | 1985      | Pasajes de San Juan   | Santoña             | Donostia            |
| XVI     | 1986      | Pasajes de San Juan   | Santoña             | Zumaya              |
| XVII    | 1987      | Zumaya                | Santoña             | Hondarribia         |
| XVIII   | 1988      | Zumaya                | Hondarribia         | Santoña             |
| XIX     | 1989      | Pasajes de San Juan   | Santoña             | Orio                |
| XX      | 1990      | Pasajes de San Juan B | Ur-Kirolak          | San Pedro B         |
| XXI     | 1991      | Pasajes de San Juan B | Castropol           | Orio B              |
| XXII    | 1992      | Remeros de San Juan   | Zierbena            | Ur-Kirolak          |
| XXIII   | 1993      | Ciudad de Santander   | Camargo             | Zierbena            |
| XXIV    | 1994      | Castropol             | Ciudad de Santander | Astillero           |
| XXV     | 1995      | Castropol             | Santoña             | Raspas              |
| XXVI    | 1996      | Santoña               | Hondarribia B       | Santiagotarrak      |
| XXVII   | 1997      | Pedreña               | -                   | -                   |
| XXVIII  | 1998      | Astillero             | Pedreña             | Elantxobe           |
| XXIX    | 1999      | Astillero             | Pedreña             | Camargo             |
| XXX     | 2000      | Astillero             | Santurce            | Ur-Kirolak          |
| XXXI    | 2001      | Ciudad de Santander   | Pedreña             | Astillero           |
| XXXII   | 2002      | Astillero             | Zierbena            | Hondarribia         |
| XXXIII  | 2003      | Mecos                 | Orio                | Pasajes de San Juan |
| XXXIV   | 2004      | Astillero             | Castro-Urdiales     | Urdaibai            |
| XXXV    | 2005      | Astillero             | Hondarribia         | Castro-Urdiales     |
|         | 2006-2007 | no disputadas         | no disputadas       | no disputadas       |
| XXXVI   | 2008      | Astillero             | Orio B              | Gexto               |
| XXXVII  | 2009      | Astillero             | Santurce            | Pasajes de San Juan |
| XXXVIII | 2010      | Urdaibai              | Orio                | Castro-Urdiales     |
|         | 2011      | no disputada          | no disputada        | no disputada        |
| XXXIX   | 2012      | Kaiku                 | Pasajes de San Juan | Urdaibai            |
|         | 2013-2015 | no disputadas         | no disputadas       | no disputadas       |
| XL      | 2016      | Hondarribia           | Urdaibai            | Kaiku               |
|         | 2017      | no disputada          | no disputada        | no disputada        |
| XLI     | 2018      | Astillero             | Lekittarra          | Zarauz              |
|         | 2019-2020 | no disputadas         | no disputadas       | no disputadas       |
| XLII    | 2021      | Kaiku                 | Pedreña             | Getaria             |
| XLIII   | 2022      | Lapurdi               | Portugalete         | Hibaika             |
| XLIV    | 2023      | Orio B                | Donostiarra B       | Portugalete         |
| XLV     | 2024      | Astillero             | Donostiarra B       | Hibaika             |

### Palmarés
| Victorias | Club                | Años                                                                                     |
| --------- | ------------------- | ---------------------------------------------------------------------------------------- |
| 15        | Astillero           | 1971, 1972, 1975, 1976, 1978, 1998, 1999, 2000, 2002, 2004, 2005, 2008, 2009, 2018, 2024 |
| 6         | Pasajes de San Juan | 1985, 1986, 1989, 1990, 1991, 1992                                                       |
| 4         | Kaiku               | 1981, 1982, 2012, 2021                                                                   |
| 3         | Lasarte Michelín    | 1973, 1974, 1979                                                                         |
| 3         | Orio                | 1983, 1984, 2023                                                                         |
| 2         | Zumaya              | 1987, 1988                                                                               |
| 2         | Ciudad de Santander | 1993, 2001                                                                               |
| 2         | Castropol           | 1994, 1995                                                                               |
| 1         | Hernani             | 1977                                                                                     |
| 1         | Santurce            | 1980                                                                                     |
| 1         | Santoña             | 1996                                                                                     |
| 1         | Pedreña             | 1997                                                                                     |
| 1         | Mecos               | 2003                                                                                     |
| 1         | Urdaibai            | 2010                                                                                     |
| 1         | Hondarribia         | 2016                                                                                     |
| 1         | Lapurdi             | 2022                                                                                     |

## Categoría femenina

### Historial
| Edición | Año       | Ganadora      | Segunda        | Tercera       |
| ------- | --------- | ------------- | -------------- | ------------- |
| I       | 2009      | Astillero     | Getaria-Tolosa | Vizcaya       |
|         | 2009-2022 | no disputadas | no disputadas  | no disputadas |
| II      | 2023      | Zarauz        | Zumaya         | Kaiku         |
| III     | 2024      | Zumaia        | Astillero      | Kaiku         |

### Palmarés
| Victorias | Club      | Años |
| --------- | --------- | ---- |
| 1         | Astillero | 2009 |
| 1         | Zarauz    | 2023 |
| 1         | Zumaia    | 2024 |